# قاسم افغان

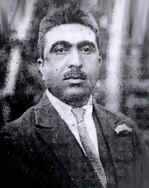
نگارهٔ قاسم افغان - حوالی ۱۹۵۷

قاسم افغان یا استاد قاسم موسیقی‌دان پرآوازهٔ اهل افغانستان است و در سال ۱۳۰۳ هجری خورشیدی (۱۹۲۴ میلادی) در این متن مغایرت دارند در کوچهٔ خواجه خُردک یا خرابات تولد گردید. پدر او استاد ستارجو یکی از موسیقی‌دانان ایالت کشمیر بود. استاد ستارجو نوازندهٔ دربار امیر عبدالرحمن بود. استاد قاسم افغان در سیزده‌سالگی به هنر موسیقی روی آورده و از همین سن در دربار عبدالرحمن‌خان راه یافت. او به اساس امر امیر غزلی را از کتاب حافظ شیرازی کمپوز نموده در دربار خواند. و این یکمین آهنگ او در دربار بود که مورد تشویق قرار گرفت. استاد کتاب بیدل و حافظ را می‌خواند و از آن غزل آهنگ می‌ساخت علاوه بر آن خود شعر می‌سرود و در سرودن شعر کنایه مشهور بود. استاد در دربار امان‌الله شاه مقام والایی داشت. او مدتی معلم موسیقی در دبیرستان حبیبیه بود. قاسم افغان مفتخر به ۳ نشان با نام‌های مسرت، یادگار استقلال، و مطلا گردیده است. در زمان امیر امان‌الله خان، آلفرد دابس نماینده و سفیر انگلیس در افغانستان بود. استاد روزی به دابس چنین شعری را سرود.
| مکتب ماست جای استقلال |  | سبق ماست هوای استقلال |

و یا شعر دیگر:
| میزند چشم کبود تو ناخن به مژگان |  | ترسم ای دوست میان من و تو جنگ شود |

استاد در مدت ۵۰ سال عمرش ۱۰۰ شاگرد تربیت نمود، از جمله استاد نتو استاد، استاد رحیم بخش، استادمیرزاحسین، و سه پسر او یقوب قاسمی یوسف قاسمی و آصف قاسمی می‌توان نام برد که همهٔ این‌ها با رادیو افغانستان همکاری داشته و آهنگ‌های زیاد از خود بجا گذاشته‌اند. وحید قاسمی هنرمند مشهور رادیو تلویزیون ملی افغانستان نواسهٔ استاد می‌باشد. مرحوم استاد قاسم در ۲۲سنبلهٔ ۱۳۵۲ ه‍.ش در شهر کابل وفات یافت و پیکرش در مقبرهٔ شهدای صالحین به خاک سپرده شد.